# 春日井市消防本部
春日井市消防本部（かすがいししょうぼうほんぶ）は、愛知県春日井市の消防部局（消防本部）。管轄区域は春日井市全域。

## 概要
- 消防本部：春日井市鳥居松町5丁目44番地
- 管内面積：92.71km2
- 職員定数：285人
- 本署消防署1カ所、出張所5カ所（東、西、北、南、高蔵寺）
- 主力機械（2015年2月27日現在[要出典]）
- 車両72台
  - 消防ポンプ自動車：7
  - 小型動力ポンプ付積載車：7
  - はしご付消防自動車：3
  - 屈折はしご付消防自動車：2
  - 水槽付消防ポンプ自動車：1
  - 化学消防ポンプ自動車：6
  - 小型動力ポンプ付水槽車：6
  - 水槽車：6
  - 照明電源車：1
  - 救助工作車：2
  - 高規格救急自動車：10
  - 司令車：1
  - 指揮車：1
  - 査察車：4
  - 指導車：16
  - 消防用連絡車：1
  - 資機材搬送車：1
  - 人員輸送車：1
  - 防災指導車（グラッキー）：1

## 沿革
- 1949年　春日井市消防本部及び春日井市消防署を開設。
- 1958年　高蔵寺分署を開設。
- 1960年　市役所構内に消防庁舎を新築移転。救急業務を開始。
- 1964年　高蔵寺分署を東出張所に改称。
- 1966年　救急車を東出張所に配備。
- 1970年　西出張所を開設。消防・救急業務開始。
- 1971年　化学消防車を消防署に配備。
- 1973年　はしご付消防車を消防署に配備。
- 1974年　消防本部及び消防署が新築移転。
- 1977年　救助工作車を消防署に配備。
- 1978年10月　東出張所を開設。従来の東出張所を高蔵寺出張所に改称。
- 1981年10月　北出張所を開設。消防・救急業務開始。
- 1985年11月　南出張所を開設。
- 1985年12月　救急車を南出張所に配備する。
- 1990年5月　市役所新庁舎に消防本部が移転。
- 1994年3月　高規格救急車を消防署に配備。

## 組織
- 本部 - 総務課、予防課、通信指令室
- 消防署

## 消防署

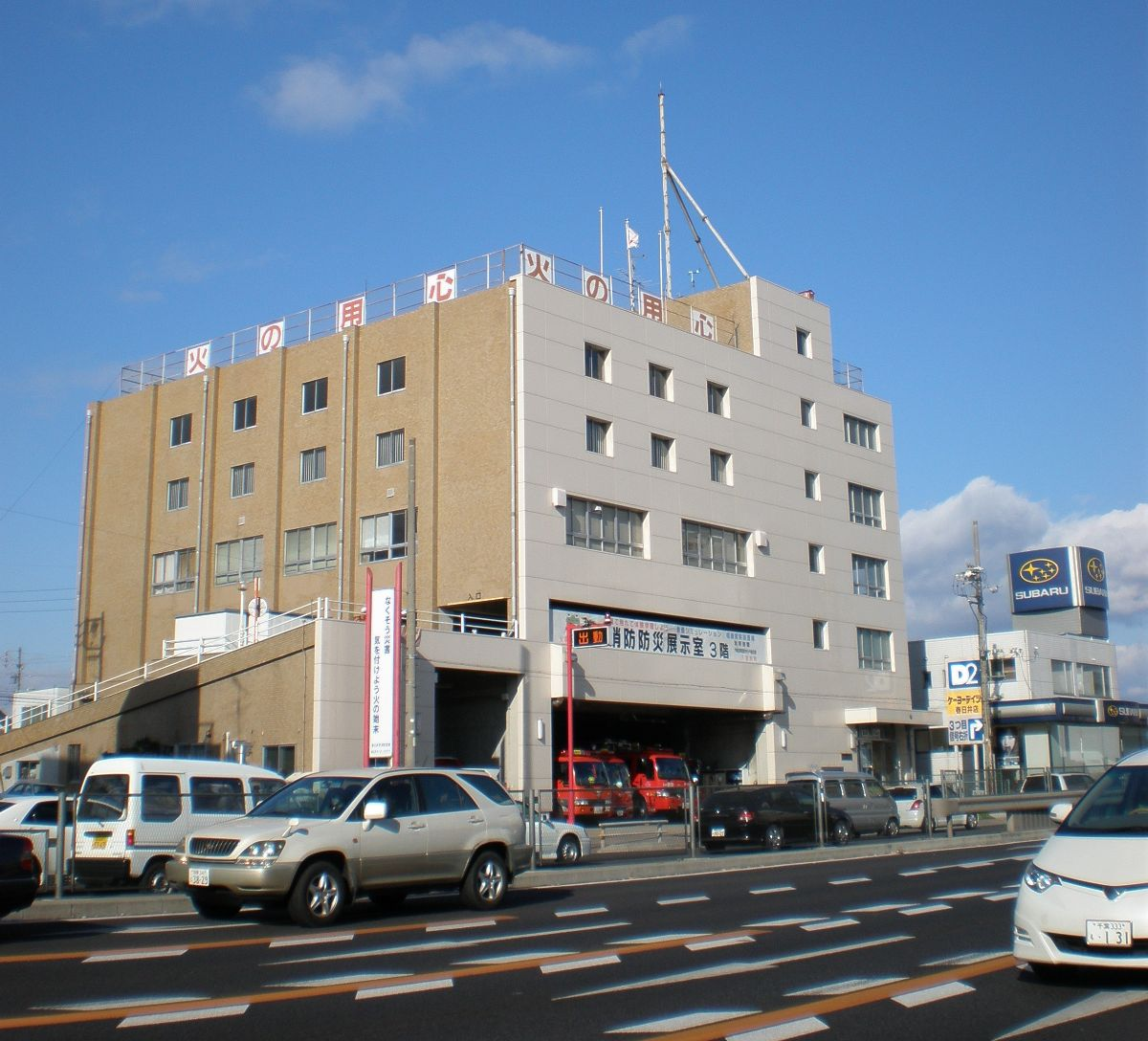
春日井市消防署

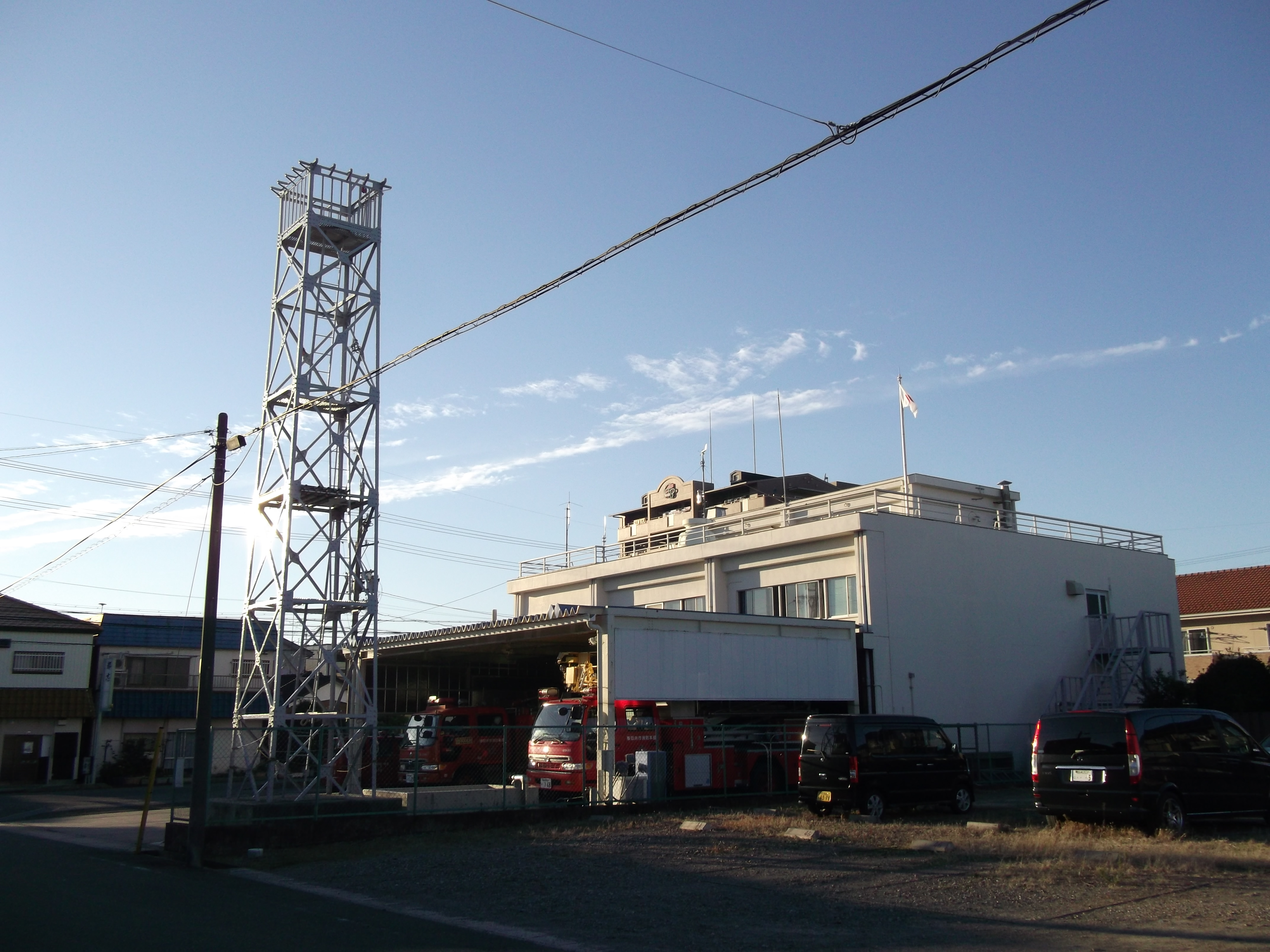
西出張所

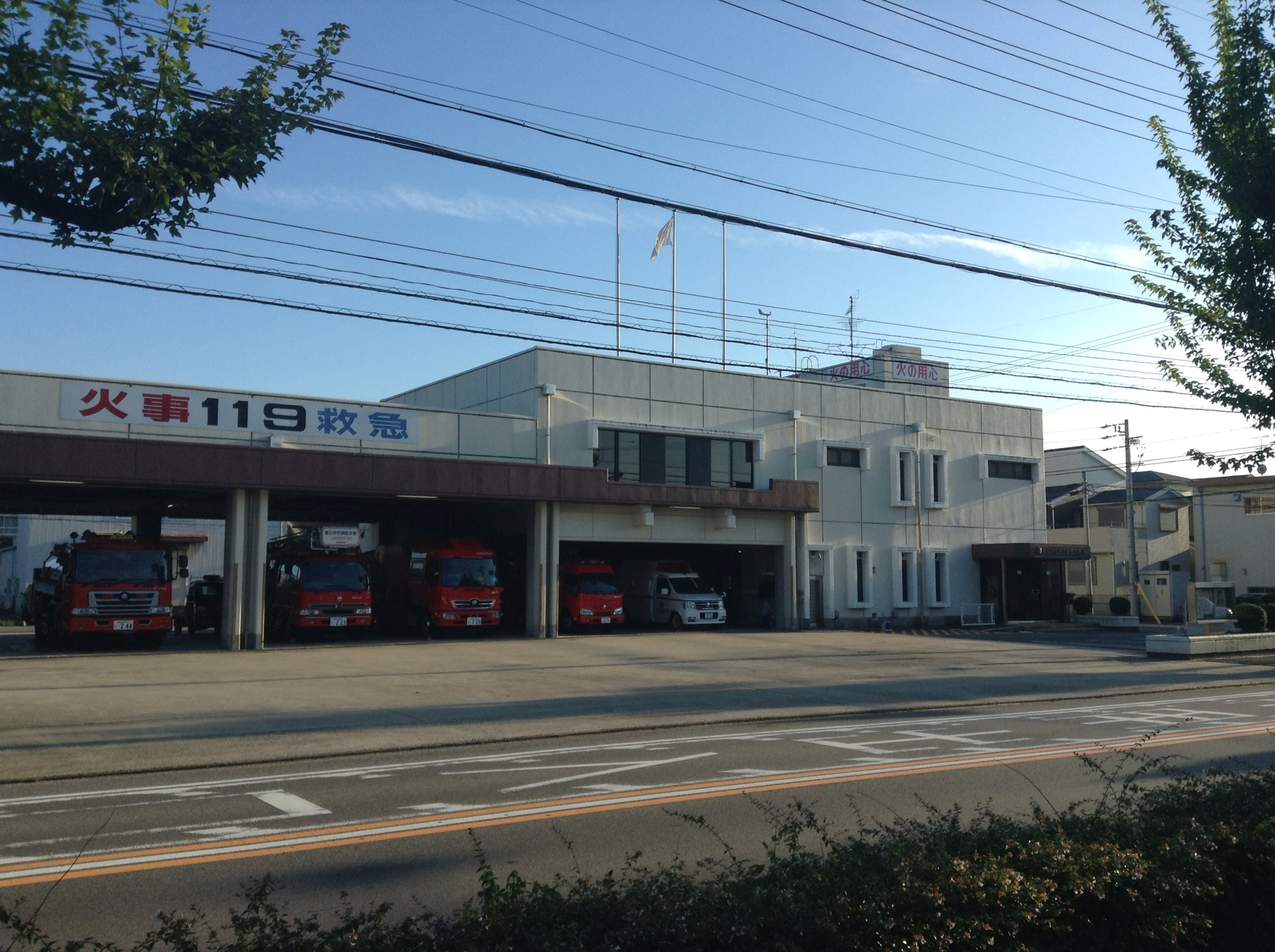
南出張所

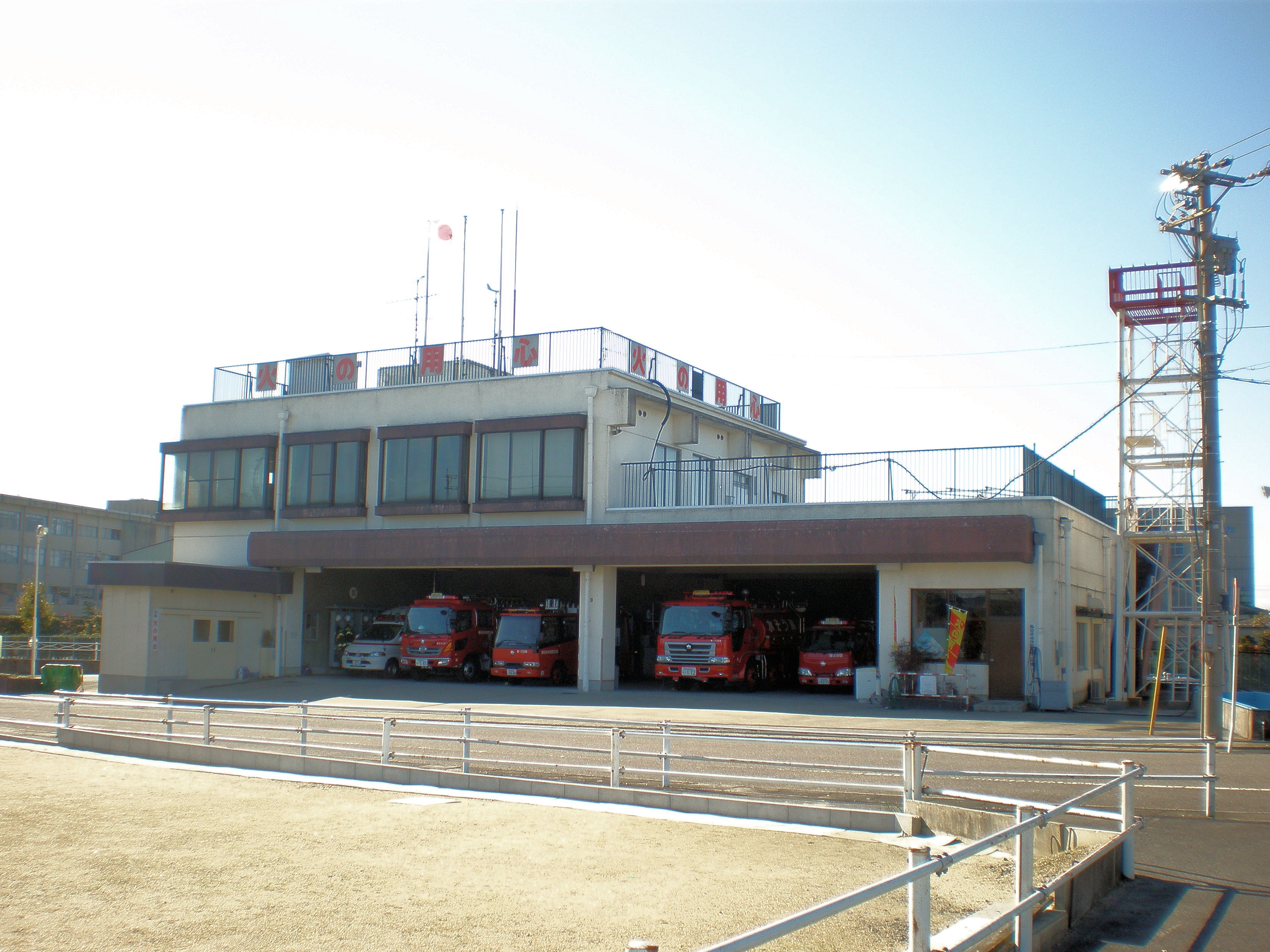
北出張所

| 消防署         | 住所          | 出張所                                                                              |
| -------------- | ------------- | ----------------------------------------------------------------------------------- |
| 春日井市消防署 | 梅ヶ坪町109-1 | 東：藤山台10-3 西：美濃町1-123 南：下条町3-6-2 北：田楽町1290 高蔵寺：高蔵寺町3-2-1 |